# 萬斯·喬伊
詹姆士·加百列·基奧（英語：James Gabriel Keogh，1987年12月1日—），藝名萬斯·喬伊（Vance Joy） ，澳洲歌手和词曲作家。2013年，他与大西洋唱片公司签订五张专辑的合約，同年3月发行首张迷你專輯《God Loves You When You're Dancing》 ，其收錄曲《Riptide》成為廣播電台Triple J2013年度最熱門的歌曲。2014年9月，喬伊在澳洲和其他地區发行他的首张录音室专辑《Dream Your Life Away》。在2015年ARIA音乐奖上，他获得最佳男艺人奖。第二张录音室专辑《Nation of Two》于2018年发行。

## 早年生活
喬伊就读于墨尔本穆倫比納（Murrumbeena）的聖帕特里克（St. Patricks）小学，曾任学校的學生會長，2005年毕业于墨爾本聖凱文學院，其後從蒙纳士大学畢業，獲得文学士和法学士学位。
在從事音樂之前，乔伊是前程似錦的澳式足球运动员。2008至2009年間，他效力于当时被称为科堡老虎队的科堡足球俱乐部，擔任维多利亚足球联盟（VFL）的关键后卫，2008年获得最佳第一年球员奖。
乔伊在解釋他选择音乐而不是足球的原因時說道，他「从来没有真正参与过（AFL）足以从当地足球队进入VFL。在第三赛季中，我有几场比赛。你总是认为你可以做得更好，但我认为我发挥了作为一名足球运动员的潜力。」 在另一次采访中，他表示「有一段时间我非常专注于足球，表现只比职业水準低了一個檔次。我有机会为几支球队效力，但我的心并没有完全投入其中。我写我的第一首歌之前我只是在忙這些事。」

## 音乐生涯

### 2013年：《God Loves You When You're Dancing》
2013年1月21日，喬伊发行首张单曲〈From Afar〉。2013年3月22日，发行首张迷你專輯《God Loves You When You're Dancing》。单曲〈Riptide〉在澳洲的商业电台一舉成功， 登上澳大利亚唱片业协会榜第6位，并获得澳大利亚唱片业协会九白金认证。歌曲還出现在美国的GoPro电视广告中。〈Riptide〉在世界范围内取得商业成功，在美国获得五白金认证。
〈Riptide〉的灵感来自乔伊小时候去过的一家汽车旅馆。2014年1月接受Soundcheck采访時，喬伊谈到他即将发行的录音室专辑：「我认为我的歌曲创作总是有点变化，所以这张迷你專輯可能反映了这张专辑的其余部分会是什么样子。这都是不同的歌曲，但都以某种方式联系在一起。」乔伊在接受Triple J采访时谈到他的艺名时稱：「我正在经历彼得·凯里的阶段，读了很多他的书。有一本书叫《Bliss》。主角的名字是哈里·乔伊，他的祖父是万斯·乔伊。他是讲故事的人，也是一个疯狂的老人。另外，我覺得这是一个很酷的名字。」

### 2014–2016年：《Dream Your Life Away》

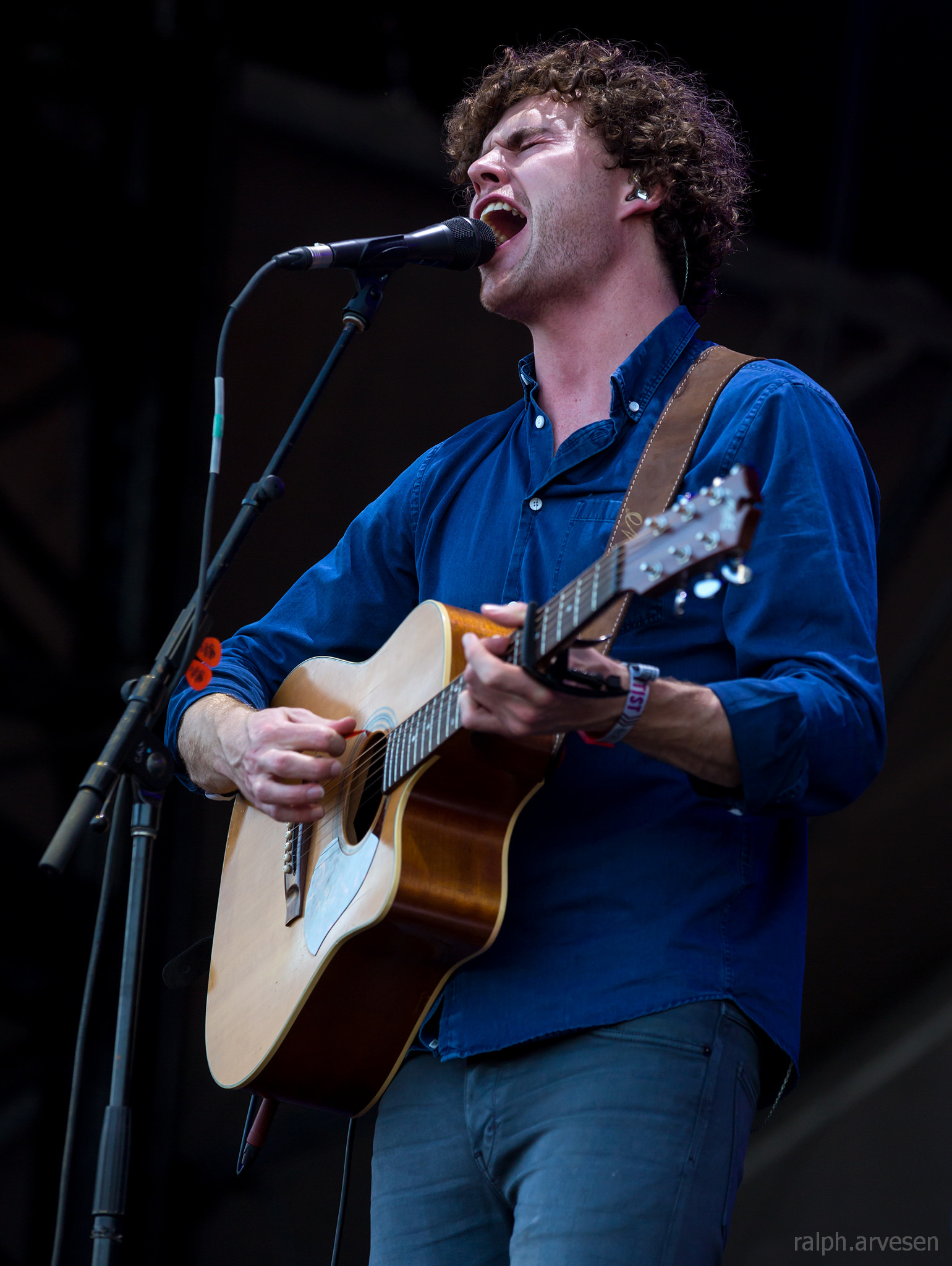
2015年在美國德克萨斯州奧斯汀Limits音乐节的喬伊

2014年7月15日，喬伊宣布他的首张专辑《Dream Your Life Away》的名稱，该专辑于2014年9月5日发行於澳大利亚，9月9日发行於美国，9月15日全球发行。2014年7月，他发行专辑第三首单曲〈Mess Is Mine〉，其在澳洲排名第37位。同月，他在墨尔本举行他的首场现场音乐会，演唱了专辑中的歌曲。 2014年9月7日，喬伊在英国发行专辑的第四首单曲〈First Time〉。 
〈Georgia〉于2015年2月作为单曲发行。豪华版于2015年9月4日发布，其中包括两首新曲目和五首现场歌曲。〈Fire and the Flood〉和〈Straight into Your Arms〉也以单曲形式发行，其中〈Fire and the Flood〉后来被澳洲唱片業協會认证为白金唱片。他在2013年10月17日在德克萨斯州达拉斯開啟Dream Your Life Away巡迴演唱會。 
乔伊于2014年11月3日被宣布为泰勒絲1989世界巡迴演唱會的開幕藝人，他出现在北美、英国和澳洲的所有巡演日期上。泰勒絲于2014年10月9日为BBC的Live Lounge橋段翻唱了〈Riptide〉。  2015年11月，他被选为艾維斯·杜蘭的月度艺人，并在美国电视网络NBC《今日秀》上亮相，表演他的热单〈Riptide〉。

## 音樂作品
- 《Dream Your Life Away》（2014）
- 《Nation of Two》（2018）

## 巡迴演唱會
個人
- Riptide巡迴演唱會（2013）
- Dream Your Life Away Tour巡迴演唱會（2014–2015）
- The Fire and the Flood巡迴演唱會（2016）
- Lay It On Me Tour巡迴演唱會（2017）
- Nation of Two World巡迴演唱會（2018）
- Long Way Home巡迴演唱會（2022）[27]

宣传音乐会
- God Loves You When You're Dancing巡迴演唱會（2013）
- We're Going Home巡迴演唱會（2018）

开幕式
- 1989世界巡迴演唱會（2015）
- 美丽傷痕世界巡迴演唱会（2019）